# 大種
大種，印度教术语，佛教吸收；是構成世界的基本元素，主要分為四種，分别是，地、水、火、风，又称四界（巴利語：catudhātu），現在也稱為四大元素，被认为构成世界一切事物等物質的色法，包含山川大地等的器世間以及生命有情的身體，皆為此四界所構成。也有五界之說，加上虛空；以及六界之說，再加空界和識界。

## 釋義
“大”具有古希臘自然哲學中的元素之意。在印度教经典中，“大”元素数量为五，五大为：空（特尤斯）、气（伐由）、火（阿耆尼）、水（伐楼拿）、地（頗哩提毗）。
“大種”（Mahābhūta），是“大”與“種”這二個概念的複合：大而是種，其含義如《大毘婆沙論》所釋：
|  | 問：何故名大種？ 答：大而是種，故名大種，如言大地，如言大王，義別體同，應持業釋。 問：云何大義？云何種義？ 答：能減、能增，能損、能益，體有起盡，是為種義。體相形量，遍諸方域，成大事業，是為大義。 問：此四，云何成大事業？ 答：與大積聚造色為依，令壞、令成，是大事業。由此唯四，不減、不增，謂：減不能成大事業，增於事業復為無用。 問：餘法何緣不名大種？ 答：餘無如是大種相故，謂：無為法，大而非種；其餘有為，種而非大，故唯此四，得名大種。 |

## 定義
基於《象跡喻經》和《入母胎經》等的論述，《大毘婆沙論》記載：地、水、火、風四大種，自相分別是堅、濕、煖、動，其作用分別是持、攝、熟、長。四大種及其所造色，是有色法；四大種是不可見、有對色，而所造色，或可見或不可見，或有對或無對，四大種及七所造觸攝於觸處中；四大種所造色，於四大種外有別自體，二者相依而住；四大種永不相互分離，不因物態相變而失去自相。說一切有部等對四大種及其所造色，圍繞極微理論而進行了大量研討和論述。

## 各種解釋
四大种亦是色蘊中的“色”的内容之一。在佛教中，部派佛教和大乘佛教对这四大種的解释如下：
- 《阿含經》中說明五蘊中包含了名、色兩種法的區別，其中色蘊即包括了種種的色法，一切的四大種及四大種所造的色法。[16]
- 《大般若波羅蜜多經》說明眾色都是由於四大種而有。[17]
- 《大方廣佛華嚴經》則更進一步說：一切眾生的身乃是因四大種和合而成為身；而也是因為四大的緣故，使得眾生的身能生種種的病。[18]
- 《瑜伽師地論》卷27：「云何色蘊。謂諸所有色。一切皆是四大種及四大種所造。此復若過去若未來若現在。若內若外若麁若細。若劣若勝若遠若近。總名色蘊。」 (CBETA, T30, no. 1579, p. 433, c5-8)
- 密宗的主張，借用佛教阿含經典所說六界名詞，以四大和空界配比金剛界，識配比胎藏界。

## 斷見與常見
人死後四大種和合之身分離，四大種各歸其界，這是沙門教派的共同觀念之一，大種學說可導致斷見和常見二類邊執見。順世論是典型的斷滅見，其核心教義是：四大種外無別有物。具如《大乘廣百論釋論》記載：
|  | 順世外道作如是言：諸法及我，大種為性，四大種外，無別有物，即四大種和合為我，及身心等，內外諸法。現世是有，前後世無，有情數法，如浮泡等，皆從現在眾緣而生，非前世來，不往後世。身根和合，安立差別為緣，發起男女等心，受用所依與我和合，令我體有男等相現，緣此我境，復起我見，謂：我是男、女及非二。 |

與其相對的是五大學說，如《根本說一切有部毘奈耶》記載的無作論觀點：
|  | 無施，無受，亦無祠祀。……於此有命，名之為生，此身謝已，五大分離，更無生理，名之為死。地歸於地，水歸於水，火歸於火，風歸於風，諸根歸空。四人輿至焚燒之處，以火燒訖，但有殘骨，更無所知，愚、智同此。與者名施，取者名受，諸說有者，皆是虛妄。 |

在地、水、火、風外，再加空大即虛空，人死後諸根歸虛空：根無大種為所依故，便隨空轉，在古印度的思想文化背景下，其含義被喻為：所依樹倒，鳥歸虛空，此說不是死後諸根滅無的斷滅見，而是諸根特別是命根或意根常存之常見。五大學說中，此虛空非色法，不是六界聚之空界，與四大種不同之處在於沒有“種”的含義：無增無減、無損無益、無興無衰，非先業異熟而生。

## 与其他文明的联系

### 欧洲四元素说
古希腊哲学家柏拉图提出“四大元素说”，即火、风（气）、水、地，与四大种一致。亚里士多德繼承和發展了元素说，提出世界本源即是冷、热、乾、湿四种性质，而四元素由这些原始性质依不同比例组合而成；他又提出五元素说，在四元素之外加上以太（空），并认为“沒有和物質分離的虛空”、“沒有物體裡的虛空”。
四元素说长期左右欧洲的科学、炼金术的發展，并且在现代医学体系建立之前的医治理论都依此进行。

### 东亚五行论
五大和中國的五行學說不相同。五行是指：金、木、水、火、土。

## 应用
四大理论在许多领域都有应用，如泰傣民族医学中，继承了印度的地、水、火、风构成身体的理论，并据此根据药物的性质来配比治疗；和中医学的五行之说有相似之处。

## 相關概念
- 五大，部派佛教时期，在四大之上添加“限定虚空”，称为“五大”、“五轮”，但不能稱“五大種”。
- 密宗六大，密宗佛教在五大之上再加上识，称为“六大”；密宗认为，大日如来，以及众生身心和世界万物，都由六大构成，故彼此无差别，是圆融一体的。